# Woodridge, New York
Woodridge är en ort i Sullivan County i delstaten New York, USA.